# یواس‌اس وستر (اس‌پی-۶۸۶)
یواس‌اس وستر (اس‌پی-۶۸۶) (به انگلیسی: USS Vester (SP-686)) یک کشتی بود که طول آن ۹۶ فوت ۴ اینچ (۲۹٫۳۶ متر) بود. این کشتی در سال ۱۸۷۶ ساخته شد.